# The Avener
The Avener, pseudonimo di Tristan Casara (Nizza, 23 gennaio 1987), è un disc jockey e produttore discografico francese.

## Carriera
Il 26 settembre 2014 ha pubblicato il singolo di successo Fade Out Lines, che ha raggiunto la "top 10" in diversi Paesi tra cui Francia, Italia, Germania e Danimarca.
Il suo primo album The Wanderings of the Avener ha raggiunto la posizione #2 della classifica francese.
Il 13 febbraio 2015 è ospite durante la quarta serata del Festival di Sanremo condotto da Carlo Conti, esibendosi con Fade Out Lines.

## Discografia

### Album in studio
- 2015 – The Wanderings of the Avener

### Singoli
- 2014 – Fade Out Lines
- 2014 – Hate Street Dialogue (feat. Rodriguez)
- 2015 – Panama
- 2015 – To Let Myself Go (feat. Ane Brun)
- 2015 – It Serves You Right To Suffer (feat. John Lee Hooker)
- 2015 – Castle In The Snow (feat. Kadebostany)
- 2016 – You Belong (feat. Laura Gibson)
- 2017 – I Need a Good One (feat. Mark Asari)
- 2022 – Quando Quando (feat. Patrizia Ferrara) con il DJ Waldeck